# 1623年官地法令
《1623年官地法令》（英語：Crown Lands Act 1623；21 Jac 1 c 25) 是英格蘭國會的一項法令。
截至2010年底，該法令仍在大不列顛部分有效。

## 外部連結
- The Crown Lands Act 1623 （页面存档备份，存于）, as amended, from Legislation.gov.uk.